# EHC Waldkraiburg
Der EHC Waldkraiburg „Die Löwen“ e. V. (kurz EHC Waldkraiburg) ist ein Eishockeyclub aus Waldkraiburg im Kreis Mühldorf am Inn und nimmt seit 2019 am Spielbetrieb der Eishockey-Bayernliga teil. Der Verein ist 1991 aus der Eishockeyabteilung des VfL Waldkraiburg hervorgegangen. Die erste Mannschaft des EHC, wie auch des VfL, spielte vormals höherklassig.

## Geschichte

### Gründung des VfL Waldkraiburg
Im Winter 1968/69 wurde im VfL Waldkraiburg die Eishockeyabteilung gegründet. Gründungsmitglieder und Organisatoren waren der aus Miesbach stammende Heini Hitzenberger, der zugleich Trainer der Mannschaft und 1. Vorsitzender war. Die Hauptinteressierten an der Sportart waren damals vor allem Spätaussiedler aus der Tschechoslowakei, zu denen noch einige Einheimische hinzukamen. Diese „Eishockeypioniere“ legten den Grundstein für das heutige Eishockey in der Stadt Waldkraiburg.
Seit der Gründung im Jahre 1968 bemühte sich der Verein, eine spielfähige Mannschaft auf die Beine zu stellen. Dies gelang erst zwei Spielzeiten später, als der VfL zur Saison 1971/72 offiziell in den Bayerischen Eissportverband aufgenommen wurde. Zur Saison 1976/77 tauchte der Verein erstmals im höherklassigen Eishockey in der Regionalliga Süd auf und spielte ab 1983/84 in der Oberliga. In der darauffolgenden Saison gelang der Mannschaft der Aufstieg in die 2. Bundesliga, aus der sich die Waldkraiburger nach dem sportlichen Klassenerhalt im Sommer 1986 wieder in die Landesliga Bayern zurückzogen. Nach zwei Spielzeiten war die Mannschaft wieder in die Regionalliga Süd aufgestiegen und konnte in der Saison 1989/90 erneut in die Oberliga Süd aufsteigen. 1991 spaltete sich schließlich die Eishockeyabteilung vom Hauptverein ab und ist nun als EHC Waldkraiburg aktiv.

### Platzierungen von 1971 bis 1991
| Saison  | Liga          | Spielklasse | Gruppe | Platz       | PO    | PD  | Endplatzierung             |
| ------- | ------------- | ----------- | ------ | ----------- | ----- | --- | -------------------------- |
| 1971/72 | Kreisklasse   | V I I       |        |             |       |     | Beginn Spielbetrieb im BEV |
| 1972/73 | Kreisklasse   | V I I       |        |             |       |     |                            |
| 1973/74 | Kreisklasse   | V I I       |        | Vizemeister | X     |     | Aufsteiger ↑               |
| 1974/75 | Landesliga    | V I         | C      |             | X     |     | Aufsteiger ↑               |
| 1975/76 | Bayernliga    | V           |        |             | X     |     | Aufsteiger ↑               |
| 1976/77 | Regionalliga  | I V         | Süd    | 4. Platz    | X     |     | 6. Platz                   |
| 1977/78 | Regionalliga  | I V         | Süd    | 5. Platz    | X     |     | 5. Platz / Rückzug ↓       |
| 1978/79 | Bayernliga    | V           |        |             |       |     | 9. Platz                   |
| 1979/80 | Bayernliga    | V           |        |             |       |     | 3. Platz                   |
| 1980/81 | Bayernliga    | V           |        |             |       |     | 3. Platz ↑                 |
| 1981/82 | Regionalliga  | I V         | Süd    | 8. Platz    |       | X   | 3. Platz                   |
| 1982/83 | Regionalliga  | I V         | Süd    | 4. Platz    | X     |     | Vizemeister ↑              |
| 1983/84 | Oberliga      | I I I       | Süd    | 7. Platz    | 2. BL |     | 3. Gruppe B                |
| 1984/85 | Oberliga      | I I I       | Süd    | 5. Platz    | 2. BL |     | 3. Gruppe B ↑              |
| 1985/86 | 2. Bundesliga | I I         | Süd    | 10. Platz   |       | X   | 1. Gr. B / Rückzug ↓       |
| 1986/87 | Landesliga    | V I         | I I I  | Meister     |       | BLL | 3. Platz ↑                 |
| 1987/88 | Bayernliga    | V           |        | Meister     | RL    |     | 1. Gruppe B ↑              |
| 1988/89 | Regionalliga  | I V         | Süd    | Meister     | RL    |     | Deutscher RL-Meister       |
| 1989/90 | Regionalliga  | I V         | Süd    | Vizemeister | OL    |     | 2. Gruppe B ↑              |
| 1990/91 | Oberliga      | I I I       | Süd    | 15. Platz   |       | X   | 3. Gruppe. A               |

↑ ↓ Auf-/Abstieg, Quelle: rodi-db.de, Quelle: passionhockey.com

### Ausgliederung in den EHC Waldkraiburg 1991
Nach der Saison 1991/92 stieg die Mannschaft in die Regionalliga ab. 1994 wurde bei der Ligenneueinteilung nach Einführung der Deutschen Eishockey Liga der EHC in die 2. Liga Süd eingestuft. Nach der Einführung der 2. Bundesliga im Jahr 1998 wurde die Mannschaft in die 2. Liga Süd zurückgestuft. Nach der Saison 1998/99 zog der Verein die Mannschaft in die Landesliga Bayern zurück, aus der im Sommer 2000 als Meister der Liga der Wiederaufstieg in die Bayernliga – die höchste Amateurspielklasse des Bayerischen Eissportverbandes – gelang. Zugleich gewannen die Löwen den Bayernkrug, den bayerischen Eishockeypokal.
Seit der Saison 2004/05 nimmt der EHC Waldkraiburg zusätzlich zur 1. Mannschaft auch mit einer 2. Amateurmannschaft am Spielbetrieb teil.
2006 holte die erste Mannschaft den Vizemeistertitel hinter dem Meister Höchstadter EC, der auf einen Aufstieg verzichtete, und damit gleichzeitig die sportliche Qualifikation für einen Aufstieg in die Oberliga. Diese Aufstiegsmöglichkeit nahm jedoch auch der EHC Waldkraiburg aufgrund der unverhältnismäßigen finanziellen Mehrbelastung einer deutschlandweit eingleisigen Liga nicht wahr. In der Saison 2007/08 gewann der EHC Waldkraiburg die bayerische Meisterschaft. Der Verein verzichtete ebenfalls aus finanziellen Gründen im Dezember 2007 auf die als Meister sportlich erreichte Möglichkeit eines Aufstiegs in die Oberliga. Sportlich verpasste die Mannschaft in der Spielzeit 2008/09 die Aufstiegsrunde und beendete mit dem 10. Platz nach der Vorrunde die Saison vorzeitig. Nachdem 2010 die Mannschaft aus der Bayernliga in die neu gestaltete Landesliga Bayern-Süd/West. abgestiegen war, gelang in dieser Spielklasse zwar der Gruppensieg – jedoch unterlag die Mannschaft im Playoff-Halbfinale gegen den EHC 80 Nürnberg und verpasste damit den sofortigen Wiederaufstieg in die Bayernliga. Durch den Sieg im Spiel um Platz 3 der Landesligameisterschaft gegen die Mannschaft von EA Schongau besteht noch die Chance als erster Nachrücker in die Bayernliga aufzusteigen. Durch den Aufstiegsverzicht vom ESV Waldkirchen steht der EHC Waldkraiburg als 2. Aufsteiger fest und spielt in der Saison 2011/12 BEL.
2016 gewann der EHC Waldkraiburg die 3. bayerische Meisterschaft und konnte sich zudem für die Oberliga 2016/17 qualifizieren. 2016/17 gewann der EHC die erstmals zwischen der Oberliga Süd und der Bayernliga ausgespielte BEV PLayoff-Meisterschaft.

### Platzierungen von 1992 bis heute
| Saison  | Liga         | Spielklasse | Gruppe       | Platz       | PO  | PD | Endplatzierung Auf-/Abstieg ↑ ↓ | Zuschauerschnitt |
| ------- | ------------ | ----------- | ------------ | ----------- | --- | -- | ------------------------------- | ---------------- |
| 1991/92 | Oberliga     | I I I       | Süd          | 16. Platz   |     | X  | 7. Gruppe A ↓                   |                  |
| 1992/93 | Regionalliga | I V         | Süd          | 7. Platz    |     | X  | 1. Gruppe A                     |                  |
| 1993/94 | Regionalliga | I V         | Süd/B        | Vizemeister | X   |    | 6. Platz ↑                      |                  |
| 1994/95 | 2. Liga      | I I I       | Süd          | 15. Platz   |     | X  | 6. Platz                        |                  |
| 1995/96 | 2. Liga      | I I I       | Süd          | 15. Platz   |     | X  | 4. Platz                        |                  |
| 1996/97 | 2. Liga      | I I I       | Süd          | 13. Platz   |     | X  | 12. Platz                       |                  |
| 1997/98 | 2. Liga      | I I I       |              | 11. Platz   |     | X  | 5. Platz                        |                  |
| 1998/99 | 2. Liga      | I V         |              | 4. Platz    | X   |    | 4. Platz / Rückzug ↓            |                  |
| 1999/00 | Landesliga   | V I         | Ost          | Meister     | BLL |    | Meister ↑                       |                  |
| 2000/01 | Bayernliga   | V           | Ost          | 3. Platz    | BYL |    | 7. Platz                        |                  |
| 2001/02 | Bayernliga   | V           | Ost          | Vizemeister | BYL |    | 7. Platz ↑                      |                  |
| 2002/03 | Regionalliga | I V         | BYL/Ost      | 3. Platz    | BYL |    | VF 7. Platz                     |                  |
| 2003/04 | Regionalliga | I V         | BYL          | 4. Platz    | X   |    | Halbfinale                      | 349              |
| 2004/05 | Regionalliga | I V         | BYL          | 5. Platz    | X   |    | Viertelfinale                   | 291              |
| 2005/06 | Regionalliga | I V         | BYL          | 2. Platz    | X   |    | Vizemeister                     | 336              |
| 2006/07 | Regionalliga | I V         | BYL          | 7. Platz    | X   |    | Viertelfinale                   | 341              |
| 2007/08 | Regionalliga | I V         | BYL          | 1. Platz    | X   |    | Meister                         | 473              |
| 2008/09 | Regionalliga | I V         | BYL          | 10. Platz   |     | X  | 1. Gruppe B                     | 293              |
| 2009/10 | Regionalliga | I V         | BYL          | 11. Platz   |     | X  | 3. Gruppe B ↓                   | 399              |
| 2010/11 | Landesliga   | V           | S/W          | Meister     | BLL |    | 3. Platz ↑                      | 340              |
| 2011/12 | Regionalliga | I V         | BYL          | 11. Platz   |     | X  | 15. Platz                       | 332              |
| 2012/13 | Regionalliga | I V         | BYL          | 12. Platz   |     | X  | 4. Platz                        | 264              |
| 2013/14 | Regionalliga | I V         | BYL          | 3. Platz    | X   |    | 4. Gruppe B                     | 379              |
| 2014/15 | Regionalliga | I V         | BYL          | 1. Platz    | X   |    | Halbfinale                      | 782              |
| 2015/16 | Regionalliga | I V         | BYL          | 3. Platz    | X   |    | Meister ↑                       | 845              |
| 2016/17 | Oberliga     | I I I       | Süd          | 11. Platz   |     | X  | BEV Play-Off Meister            | 1.002            |
| 2017/18 | Oberliga     | I I I       | Süd          | 11. Platz   |     | X  | Halbfinale / Klassenerhalt      | 820              |
| 2018/19 | Oberliga     | I I I       | Süd          | 12. Platz   |     | X  | 9. Platz ↓                      | 706              |
| 2019/20 | Regionalliga | I V         | BYL          | 2. Platz    | X   |    | 5. Platz / Pre-Playoff          | 681              |
| 2020/21 | Regionalliga | I V         | BYL          | (2. Platz)  | –   | –  | Ende nach 8 Spieltagen          | (Covid–19)       |
| 2021/22 | Regionalliga | I V         | BYL          | 5. Platz    | X   |    | 7. Platz                        | 368              |
| 2022/23 | Regionalliga | I V         | BYL          | 13. Platz   |     | X  | 14. Platz ↓                     | 353              |
| 2023/24 | Landesliga   | V           | Gruppe B N/O | 1. Platz    | X   |    | Meister ↑                       | 649              |
| 2024/25 | Regionalliga | I V         | BYL          | 4. Platz    | X   |    | Viertelfinale                   | 622              |
| 2025/26 | Regionalliga | I V         | BYL          |             |     |    |                                 |                  |

↑ ↓ Auf-/Abstieg, Quelle: rodi-db.de, Quelle: passionhockey.com Quelle: eishockey-online.com

### Erfolge
| - Aufstieg in die 2. Bundesliga 1985 - Aufstieg in die 2. Eishockey-Liga 1994 - Aufstieg in die Oberliga 1983, 1990, 2016 - BEV Play-Off Meister (OL/RL) 2017 - Deutscher Regionalligameister 1989 - Vizemeister Regionalliga-Süd 1983, 1990 - Vizemeister Regionalliga-Süd/B 1994 - Bayerischer Meister (4. Liga) 2008, 2016 - Bayerischer Vizemeister (4. Liga) 2006 - Ostbayerischer Vizemeister 2002 - Bayerischer Meister 1988 | - Aufstieg in die Regionalliga (BYL) 2002, 2011, 2024 - Aufstieg in die Regionalliga 1976, 1981, 1988 - Bayernliga Hauptrundensieger 1988, 2008, 2015 - Aufstieg in die Bayernliga 1974, 1986, 2000 - Bayerischer Landesligameister 2000, 2024 - Meister Bayerische Landesliga / C 1987, N/O 2024 - Meister Bayerische Landesliga S/W 2011 - Bayernkrug Pokalsieger 2000, 2011 - EHC-1b Meister BBzL-Ost 2010, 2014, 2019 - EHC-1b BEV Pokalfinale 2018, 2020 |

### Spielerpersönlichkeiten
| - Fabio Pfohl - Daniel Hilpert - Markus Draxler - Rainer Zerwesz | - Bernd Truntschka - Max Kaltenhauser - Christoph Ullmann - Kerstin Spielberger |

## Spielstätte
Der EHC Waldkraiburg trägt seine Heimspiele im Städtischen Kunsteisstadion aus. Es besitzt eine Kapazität von 3500 Zuschauern, wovon 3000 Sitzplätze vorhanden sind. Das Stadion wurde 1971 als offene Kunsteisbahn erbaut und 1975 überdacht. Betreiber sind die Stadtwerke Waldkraiburg.